# قلعه‌جوق (ملکان)
قلعه‌جوق یکی از روستاهای استان آذربایجان شرقی است که در دهستان گاودول مرکزی بخش مرکزی شهرستان ملکان و به فاصله ۵ کیلومتری از مرکز شهرستان واقع شده‌است.

## مشاغل و موقعیت
شغل اصلی مردم این روستا باغداری (انگور) می‌باشد. انگور تولیدی در این روستا از نوع بیدانه مرغوب بوده که توسط باغداران در کارگاه‌های خانگی تبدیل به کشمش طلایی شده پس از فرآوری در کارخانجات سبزه پاک کنی منطقه به عنوان محصول صادراتی به کشورهای مختلف صادر می‌گردد. عبور رودخانه مردق چای از این روستا باعث حاصل خیزی خاک منطقه گردیده است و پل دختر (قیزلار کورپوسو) مربوط به دوره صفویه در شمال این روستا قرار دارد. این روستا با590خانوار یکی از روستاهای پرجمعیت ملکان می‌باشد.